# ペンペン (曲)
『ペンペン』は、日本のロックバンド・go!go!vanillasが2022年7月6日にGetting Betterから発売した、デジタルシングルである。

## 概要
前作「お子さまプレート」以来1年5ヶ月ぶりの配信シングル。
2022年7月5日の正午にリリースが発表され、同時にメンバーの姿を模したペンギンが写った新たなアーティスト写真が公開された。7月6日に楽曲が配信された。
7月7日には、今楽曲の世界観を表現したツアーグッズ「Symbol of Love」が発表された。
7月20日には、製作時間195時間をかけて作られたクレイアニメのミュージックビデオが公開された。
8月11日にはミュージックビデオのメイキング映像が公開された。

## 批評
音楽ライターの松本侃士は、本作に関して「カントリーのエッセンスが大胆にフィーチャーされている。今までもカントリー調の曲はあったが、これほどまでに突き抜けるような爽快感を誇るナンバーは今回が初めてだろう。軽快なビートが心地よく、数々の夏フェスのステージを鮮やかに彩っていく光景が目に浮かぶ。」とした上で、「自らのルーツとなる要素（カントリー）を、開かれたポップソングへと昇華していくバランス感覚は、改めて本当にすごい。」と述べている。

## 楽曲解説
1. ペンペン (4:22)
作詞・作曲 : 牧達弥
編曲 : go!go!vanillas、井上惇志
  - ミュージックビデオは、メンバーの姿を模したペンギンらが登場するクレイアニメ。
  - 京都大作戦2022で初披露された[12]。

## 参加ミュージシャン
go!go!vanillas
- 牧達弥（ボーカル・ギター）
- 柳沢進太郎（ギター・ボーカル）
- 長谷川プリティ敬祐（ベース）
- ジェットセイヤ（ドラムス）

Additional Musicians
- 井上惇志（showmore）（ピアノ）

## ライブ映像作品
ペンペン
- LIVE FILM -My Favorite Things-